# Jan Bouška
Jan Bouška (25. listopadu 1908 Soběslav – 12. července 1977 Praha) byl český fyzik, geograf a kartograf.

## Životopis
Narodil se 25. listopadu 1908 v jihočeské Soběslavi. V roce 1935 absolvoval Přírodovědeckou fakultu Univerzity karlovy v Praze. V následujících letech pracoval v observatoři ve Staré Ďale, na pražské Státní hvězdárně a v Geofyzikálním ústavu. V ústavu mezi lety 1957 až 1961 působil jako ředitel.
Jako učitel přednášel na geofyzikálním ústavu německé univerzity v Praze a Univerzitě Komenského v Bratislavě. Zajímal se převážně o elektromagnetického pole Země, tvorbu geofyzikálních map, studiem zemětřesení. Věnoval se rovněž popularizaci vědy.
Patřil mezi důležité osoby vzniku geofyzikální stanice v pražských Průhonicích. Zemřel 12. července 1977 v Praze. Bylo mu 68 let.